# Даміан Хіменес
Да́міан Хо́ель Хіме́нес (ісп. Damián Joel Giménez, нар. 26 лютого 1982, Ломас-де-Самора, Аргентина) — аргентинський футболіст, колишній захисник клубу «Серро-Ларго».
Крім виступів за ряд аргентинських клубів, відомий грою за італійську «Пескару», український «Чорноморець», кіпрський «Алкі» та уругвайський «Серро-Ларго».

## Біографія

### Клубні виступи
Народився 26 лютого 1982 року в місті Ломас-де-Самора, Аргентина.
Грав в аргентинських клубах вищого дивізіону «Бенфілд» (2000—2005), «Ньюеллс Олд Бойз» (2005—2006), «Нуева-Чикаго» (2007). В сезоні 2006—2007 грав в італійській Серії В за «Пескару».
З липня 2007 року виступав в одеському «Чорноморці», де за півтора сезони провів 40 матчів у чемпіонаті і 6 у національному кубку. В лютому 2009 року покинув одеський клуб і довгий час був без команди.
18 грудня 2009 року став гравцем кіпрського клубу «Алкі», де виступав до кінця сезону.
Влітку 2010 року повернувся на батьківщину, де став виступати за нижчолігові клуби «Темперлей», «Леонардо Н. Алем», «Часкомус», «Вілла Сан Карлос» та «Текстиль Мандію».
У січні 2015 року на правах вільного агента підписав контракт з клубом другого уругвайського дивізіону «Серро-Ларго».

### Збірна
Має італійське громадянство. У 2000—2001 роках захищав кольори молодіжної збірної Аргентини (15 ігор), що стала чемпіоном світу. Залучався до національної збірної, котрою керував Габріель Батістута. За свою кар'єру виступав у захисті та у півзахисті.